# Büschelbarsche
Die Familie der Büschelbarsche (Cirrhitidae), auch Korallenwächter genannt, gehört zur Unterordnung der Büschelbarschartigen und umfasst etwa 35 Arten in 10 Gattungen, die meist um 10 Zentimeter lang werden. Einige Arten werden auch bis über 20 Zentimeter, Cirrhitus rivulatus aus dem Ostpazifik bis zu 60 Zentimeter lang. Bis auf zwei Arten aus dem Atlantik kommen alle Büschelbarsche im Indopazifik einschließlich des Roten Meeres und des Golfs von Kalifornien vor, immer in ausgeprägten Korallenriffen.

## Aussehen
Die meisten Büschelbarsche, wie der Monokel-Korallenwächter (Paracirrhites arcatus), haben eine typische Barschgestalt, mit einem gedrungenen Körper, einem bulligen Kopf mit großem Maul und deutlich sichtbaren harten Flossenstrahlen. Eine Ausnahme ist der Langschnauzen-Korallenwächter (Oxycirrhites typus), der, angepasst an das Leben in Gorgonien, eine sehr schlanke Gestalt hat.
Die Färbungen der einzelnen Arten, aber auch innerhalb einer Art, können mitunter stark variieren. An den Stacheln der Rückenflosse weisen einige Arten büschelartige Fortsätze auf, welche zu der Bezeichnung Büschelbarsch geführt haben.

## Verhalten
Die Bezeichnung Korallenwächter kommt daher, dass die Tiere häufig liegend auf Korallen angetroffen werden, wobei sie sich, falls nötig, mit einzelnen Strahlen der Brustflossen in Vertiefungen der Koralle einhaken. Sie ernähren sich als Lauerjäger von Krebsen, Kleinstfischen und Plankton.
Büschelbarsche leben territorial im Harem mit zwei bis sieben Weibchen, das größte Tier ist dabei das Männchen. Sie sind protogyne Folgezwitter, sind also in der Jugend weiblich und können sich in Männchen umwandeln, wenn es die Ordnung in der Haremsgruppe verlangt, d. h. wenn das alte Männchen gestorben ist.
Die Tiere laichen in der Dämmerung, wobei beide Partner schnell zur Wasseroberfläche schwimmen und Eier und Spermien dort ausstoßen. Die Larven leben für mehrere Wochen pelagisch.
Büschelbarsche werden manchmal in Meerwasseraquarien gehalten.

## Gattungen und Arten
- Amblycirrhitus Gill, 1862

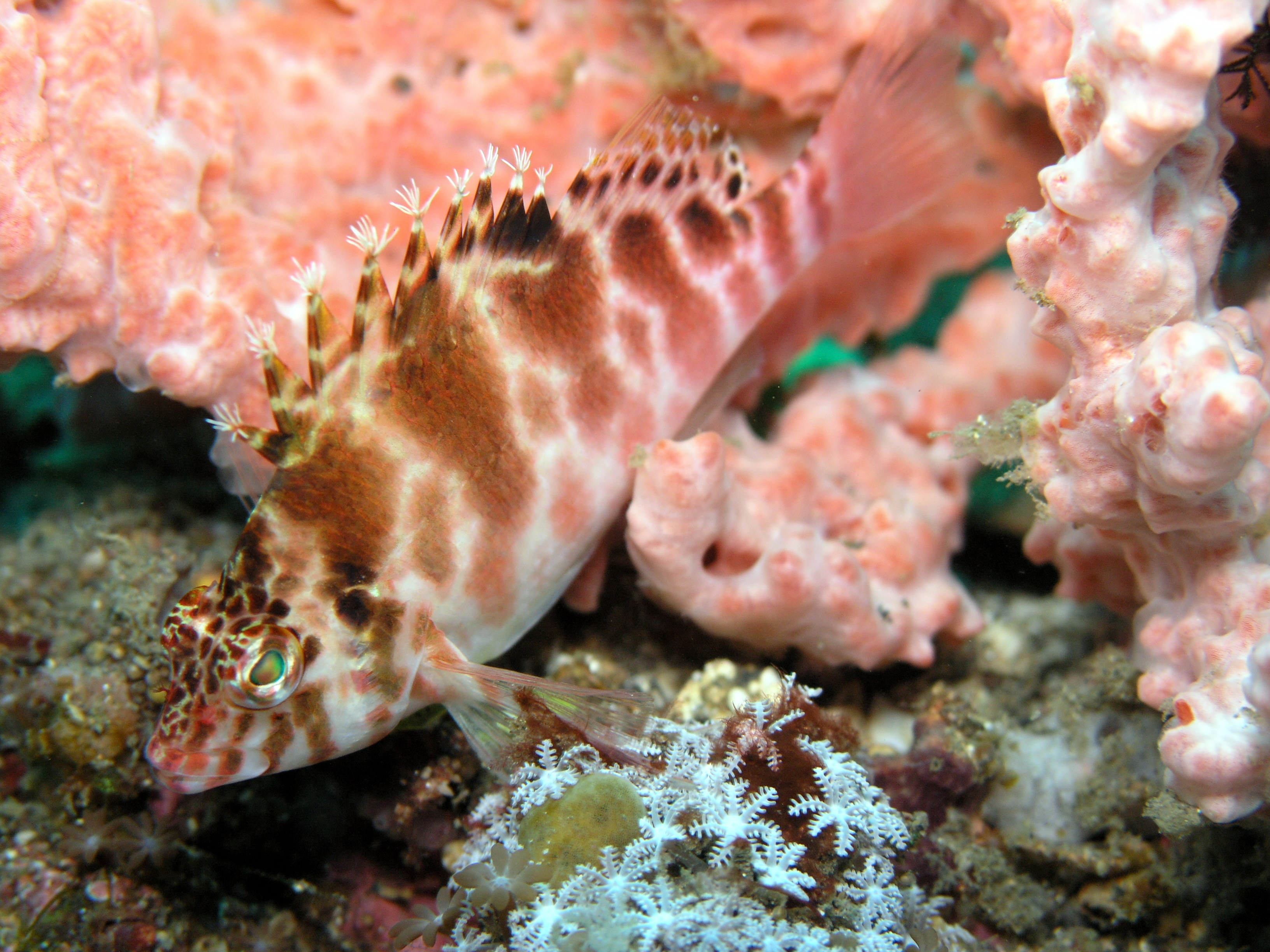
Cirrhitichthys aprinus

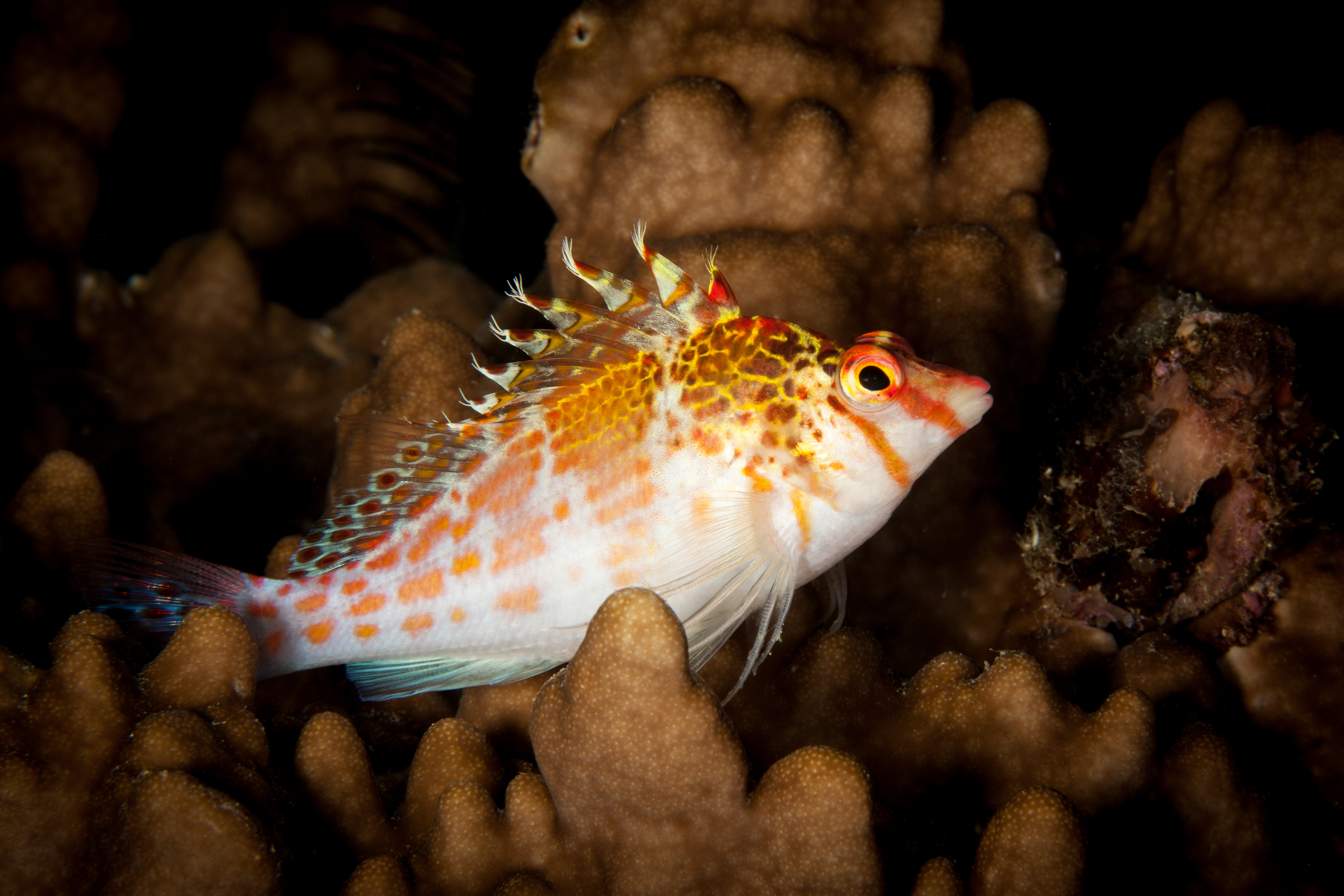
Falks Korallenwächter (Cirrhitichthys falco)

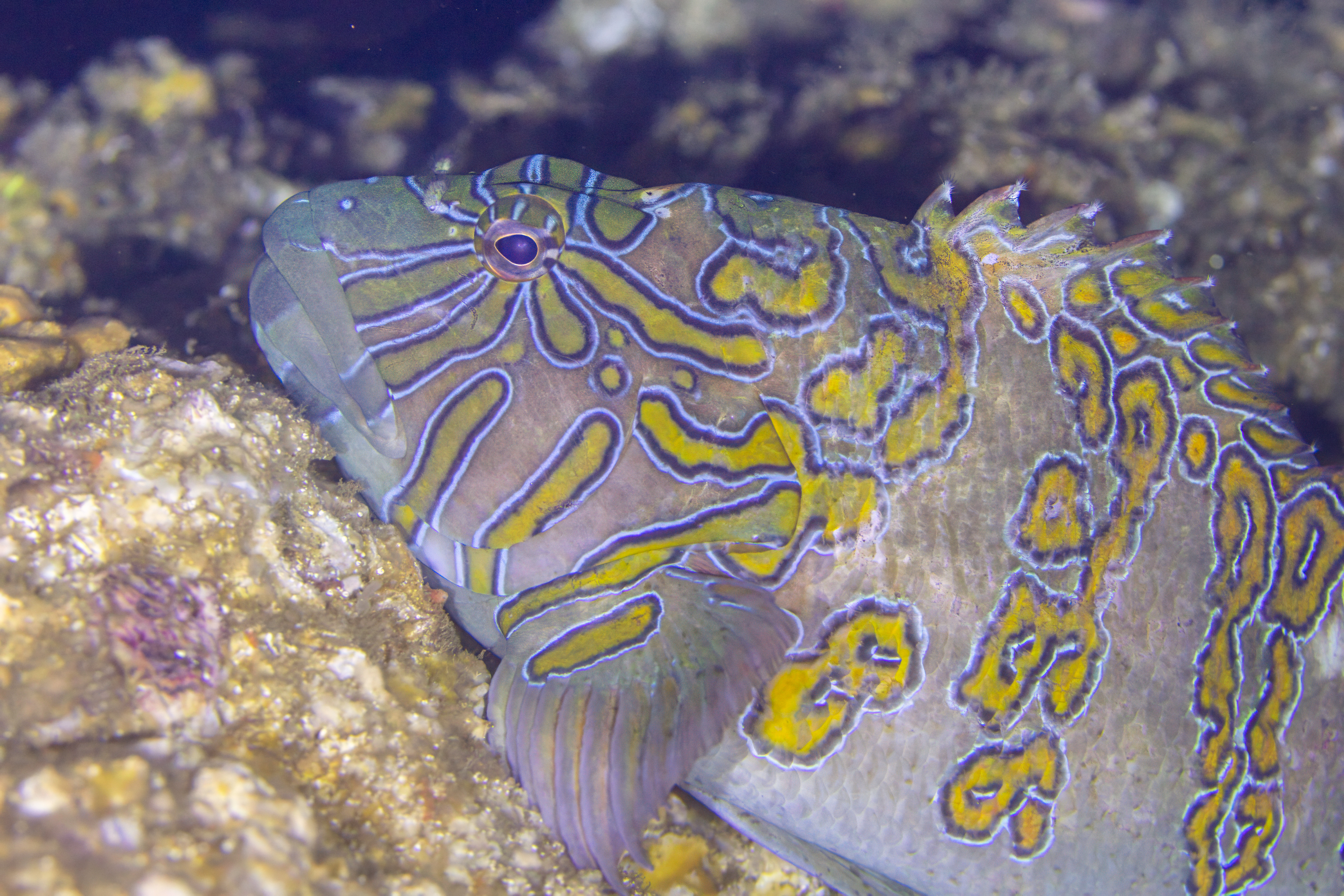
Cirrhitus rivulatus

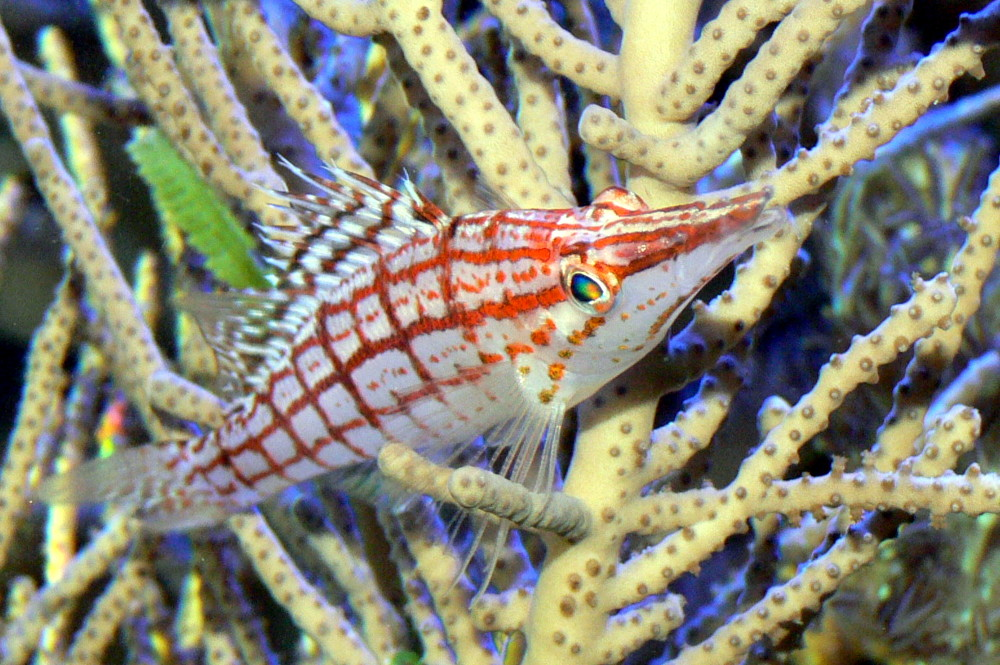
Langschnauzen-Korallenwächter (Oxycirrhites typus)

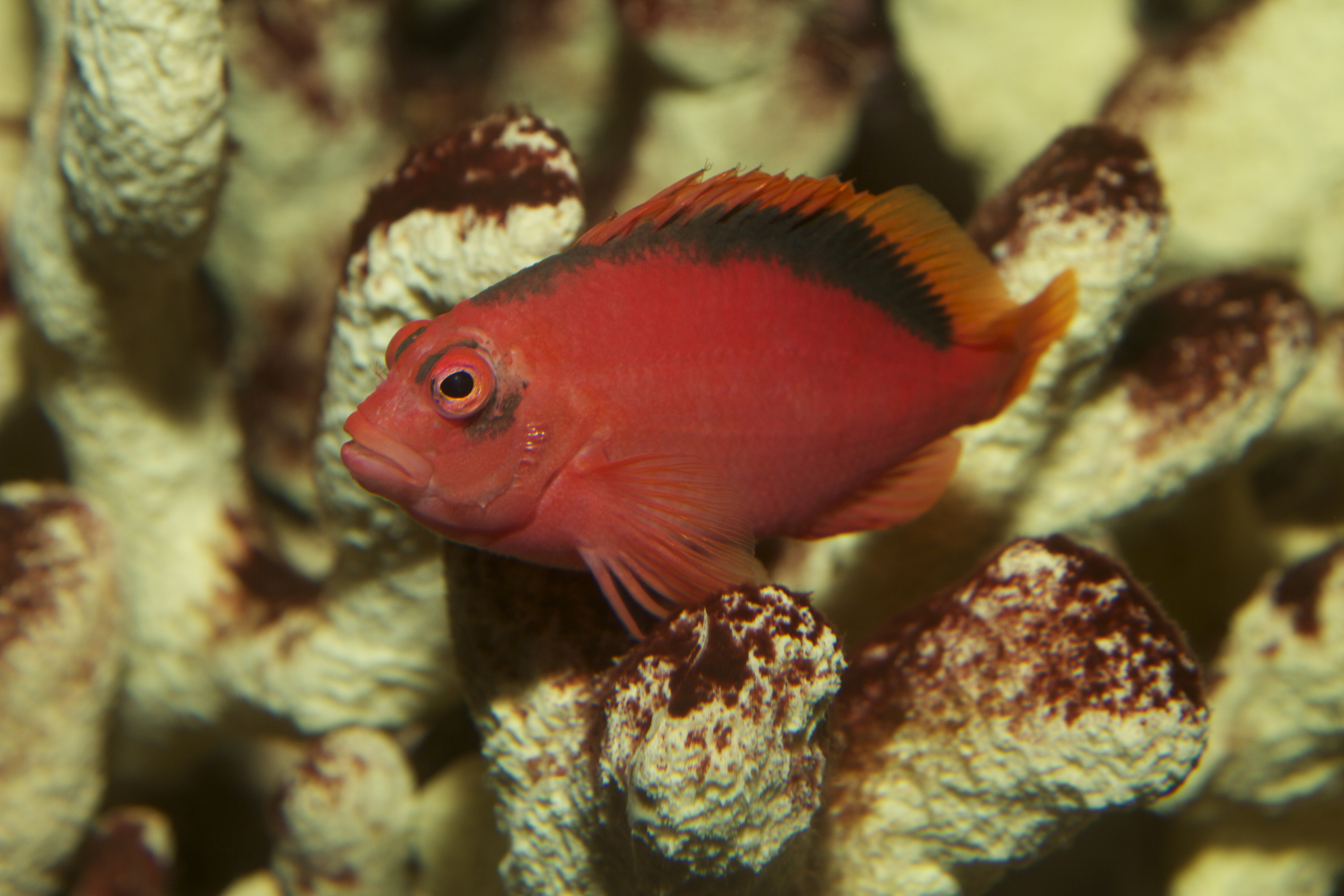
Feuer-Korallenwächter (Neocirrhites armatus)

  - Amblycirrhitus bimacula (Jenkins, 1903)
  - Amblycirrhitus earnshawi Lubbock, 1978
  - Amblycirrhitus oxyrhynchos (Bleeker, 1858)
  - Amblycirrhitus pinos (Mowbray in Breder, 1927)
  - Amblycirrhitus unimacula (Kamohara, 1957)
- Cirrhitichthys Bleeker, 1857
  - Cirrhitichthys aprinus (Cuvier, 1829)
  - Gelber Korallenwächter (Cirrhitichthys aureus (Temminck & Schlegel, 1843))
  - Cirrhitichthys bleekeri Day, 1874
  - Cirrhitichthys calliurus Regan, 1905
  - Falks Korallenwächter (Cirrhitichthys falco Randall, 1963)
  - Cirrhitichthys guichenoti (Sauvage, 1880)
  - Gefleckter Korallenwächter (Cirrhitichthys oxycephalus (Bleeker, 1855))
  - Cirrhitichthys randalli Kotthaus, 1976
- Cirrhitops Smith, 1951
  - Cirrhitops fasciatus (Bennett, 1828)
  - Cirrhitops hubbardi (Schultz, 1943)
- Cirrhitus Lacepède, 1803
  - Cirrhitus albopunctatus Schultz, 1950
  - Cirrhitus atlanticus Osório, 1893
  - Riesen-Korallenwächter (Cirrhitus pinnulatus (Forster in Bloch & Schneider, 1801))
  - Cirrhitus rivulatus Valenciennes, 1846
- Cristacirrhitus Randall, 2001
  - Cristacirrhitus punctatus (Cuvier in Cuvier & Valenciennes, 1829)
- Cyprinocirrhites Tanaka, 1917
  - Cyprinocirrhites polyactis (Bleeker, 1874)
- Isocirrhitus Randall, 1963
  - Isocirrhitus sexfasciatus (Schultz in Schultz et al., 1960)
- Itycirrhitus Randall, 2001
  - Itycirrhitus wilhelmi (Lavenberg & Yañez, 1972)
- Neocirrhites Castelnau, 1873
  - Feuer-Korallenwächter (Neocirrhites armatus Castelnau, 1873)
- Notocirrhitus Randall, 2001
  - Notocirrhitus splendens (Ogilby, 1889)
- Oxycirrhites Bleeker, 1857
  - Langschnauzen-Korallenwächter (Oxycirrhites typus Bleeker, 1857)
- Paracirrhites Bleeker, 1874
  - Forsters Büschelbarsch (Paracirrhites forsteri Schneider in Bloch & Schneider, 1801)
  - Monokel-Korallenwächter (Paracirrhites arcatus Cuvier, 1829)